# كثافة الفيض المغناطيسي
كثافة الفيض المغناطيسي  أو يسمى في بعض البلاد العربية كثافة التدفق المغناطيسي (بالإنجليزية: magnetic flux density) هي كمية فيزيائية في الإلكترويناميكا ( الحركية الكهربائية) ويرمز لها بالرمز
B.
وهي تعبر عن كثافة خطوط المجال المغناطيسي التي تعبر وحدة المساحة وتكون عمودية عليها . يعود تعريف تلك الكمية إلى الفيزيائي الإسكتلندي جيمس ماكسويل.
مثل كثافة الفيض المغناطيسي {\displaystyle {\vec {B}}} كمثل كثافة التدفق الكهربائي {\displaystyle {\vec {D}}} ، فكلاهما كمية متجهة ، ويتم حسابها عن طريق الجهد الانتجاهي {\displaystyle {\vec {A}}} .

## تعريف

قوة لورنتز المؤثرة على جسيم ذو شحنة موجبة تتحرك بسرعة v (يسار) ، أو بالتالي حالة تيار كهربائي I يمر في سلك (يمين). وحركته تقطع عموديا مجال مغناطيسي ذو كثافة فيض مغناطيسي B.

في حالة الكهرباء نتحدث عن شدة المجال الكهربائي E وفي حالة المغناطيسية نتحدث عن «كثافة الفيض المغناطيسي» B ، وقد عرفناهما من التجربة عن طريق القوة F المؤثرة على جسيم مشحون كهربائيا . أصبحنا نعرف القوتين الكهربائية والمغناطيسية ونعبر عن مجموعهما ك قوة لورنتز ، ونكتبهما في الصيغة المتجهة كالآتي :
{\displaystyle {{\vec {F}}_{B}}=q\cdot {\vec {v}}\times {\vec {B}}\Leftrightarrow {{\vec {F}}_{B}}=I\cdot {\vec {s}}\times {\vec {B}}}
حيث:
- {\displaystyle {{\vec {F}}_{B}}} – تأثير قوة المجال المغناطيسي على شحنة كهربائية q متحركة،
- {\displaystyle q\,} – شحنة كهربائية في هيئة جسيم أو في هيئة تيار كهربائي تبلغ شدته {\displaystyle I\,} ،
- {\displaystyle {\vec {v}}} – سرعة حركة الجسيم المشحون، أو {\displaystyle {\vec {s}}} طول السلك الذي يمر فيه التيار الكهربائي I،
- {\displaystyle {\vec {B}}} – كثافة الفيض المغناطيسي.

المعادلة الأولى تعطي القوة المؤثرة على جسيم يتحرك مشحون مثل إلكترون يتحرك في صمام ، وأما المعادلة الثانية فهي حركة إلكترونات في سلك .بالتالي فالمعادلتين متساويتين تماما.
في تلك المعادتين يدل المتجه
{\displaystyle {\vec {B}}} على اتجاه خطوط المجال المغناطيسي المؤثر. وإذا أردنا الاستغناء عن كتابة المعادلات بالصيغة المتجهة التي تعطينا أتجاه القوة {\displaystyle F_{B}} من حاصل الضرب الاتجاهي لـ
v و B أو بالتالي لـ s و B , فيمكننا حساب {\displaystyle F_{B}} gemäß من المعادلة غير المتجهة الآتية :
{\displaystyle F_{B}=|q\cdot v|\cdot B\sin \alpha \,\Leftrightarrow F_{B}=|I\cdot s|\cdot B\sin \alpha \,}
حيث
- {\displaystyle \alpha \,} – الزاوية بين اتجاه حركة الجسيم واتجاه المجال المغناطيسي أو بالتالي الزاوية بين اتجاه التيار I في السلك واتجاه المجال المغناطيسي .

فإذا كانت الشحنة q تتحرك بسرعة
v عموديا على اتجاه المجال المغناطيسي فسوف تكون قيمة {\displaystyle \textstyle sin\!\ \alpha } مساوية 1 ، وتتبسط المعادلة إلى (بالتالي ينطبق هذا على حالة السلك ):
{\displaystyle {B={\frac {F_{B}}{|q\cdot v|}}}\Leftrightarrow {B={\frac {F_{B}}{|I\cdot s|}}}}
وفي حالة ان يكون المجال المغناطيسي ناشيء عن ملف يمر فيه تيار فيمكن تعريف كثافة الفيض المغناطيسي
{\displaystyle {\vec {B}}} له من المعادلة :
{\displaystyle {\vec {B}}=\mu \cdot {\vec {H}}=\mu \cdot N\cdot {\frac {I}{l}}}
حيث :
- {\displaystyle \mu \,} - النفاذية المغناطيسية
- {\displaystyle {\vec {H}}} - شدة المجال المغناطيسي
- {\displaystyle N\,} - عدد لفات السلك في الملف
- {\displaystyle l\,} - طول الملف
- {\displaystyle I\,} - شدة التيار المار في الملف .

و يمكن قياس كثافة الفيض المغناطيسي عمليا بواسطة مغنيطومتر .

## اقرأ أيضا
- مجال مغناطيسي
- مغناطيسية
- موجة كهرومغناطيسية
- شدة المجال الكهربائي
- كهرومغناطيسية